# Michael-Thomas Liske
Michael-Thomas Liske (* 8. Januar 1954) ist ein deutscher Philosoph.

## Leben
Liske wurde 1982/1983 mit einer Dissertation zum aristotelischen Essentialismus bei Fernando Inciarte, der zu diesem Zeitpunkt schon eine ordentliche Professur für Philosophie an der Universität Münster innehatte, an der Universität Freiburg promoviert. Anschließend war er wissenschaftlicher Assistent bei Inciarte am Philosophischen Seminar der Universität Münster. Danach war er bis zu seiner Pensionierung Professor für Philosophie an der Philosophischen Fakultät der Universität Passau und arbeitete zur „Verbindung von klassischer Ontologie und sprachanalytischer Philosophie“.

## Werke (Auswahl)
- Aristoteles und der aristotelische Essentialismus. Alber, Freiburg (Breisgau) 1985 (Symposion, 75).
- Leibniz’ Freiheitslehre. Die logisch-metaphysischen Voraussetzungen von Leibniz’ Freiheitstheorie. Meiner, Hamburg 1993 (Paradeigmata, 13).
- Gottfried Wilhelm Leibniz. C.H. Beck, München 2000 (Beck’sche Reihe, 555), ISBN 978-3-406-41955-3. – Italienische Übersetzung: Leibniz. Il Mulino, Bologna 2007.